# Pfeffermühle

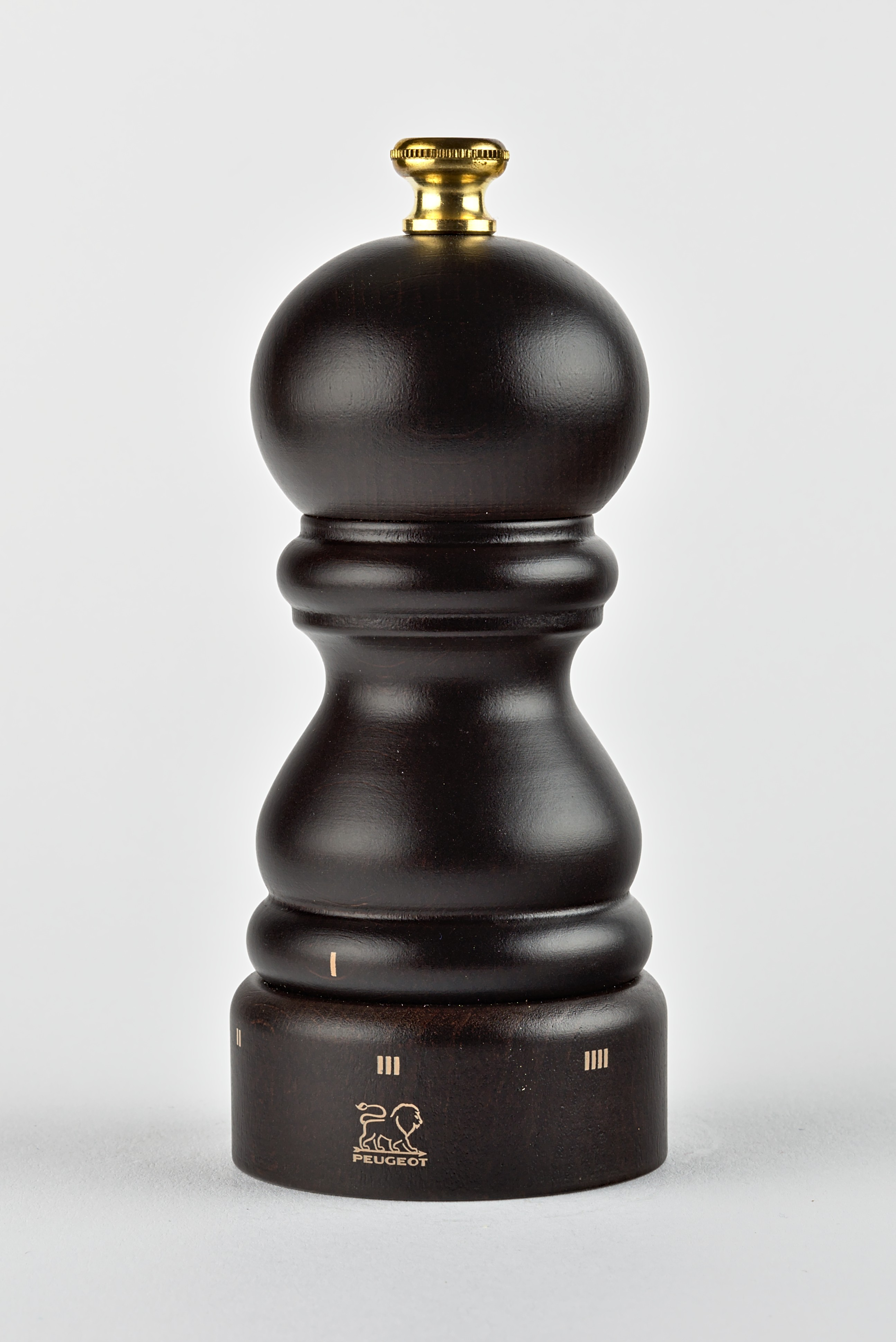
Pfeffermühle

Die Pfeffermühle ist ein mechanisches oder elektromechanisches Küchengerät sowie ein Tischaccessoire zum Zermahlen von Pfefferkörnern, in Form einer handlichen Mühle. Sie gehört zu den in Haushalt und Gastronomie gebräuchlichsten Gewürzmühlen.

## Aufbau
Hauptbestandteil von Pfeffermühlen ist das Mahlwerk, meist ein Kegelmahlwerk, mit Justiervorrichtung zum Einstellen der Körnung des Mahlgutes. Als Material dafür wird Stahl, auch rostfreier Edelstahl oder Keramik und bei Einwegprodukten Kunststoff verwendet. Das Mahlwerk ist in ein dekoratives Gehäuse aus Holz, rostfreiem Stahl, Kunststoff oder auch zum Teil aus Glas sowie eher selten aus Silber (zum Beispiel bei Taschenpfeffermühlen) eingesetzt. In Lebensmittelmärkten sind mit  unzermahlenen Pfefferkörnern gefüllte Einweg-Pfeffermühlen erhältlich. Diese entsprechen den üblichen Gewürzgläsern, haben aber ein konfektioniertes Mahlwerk aus Kunststoff im Deckel.
Verwendet werden Pfeffermühlen in der Regel für das Zermahlen von ganzen schwarzen oder weißen Pfefferkörnern; seltener auch für bunte Pfeffermischungen, die oft in durchsichtigen Acrylgehäusen angeboten werden.
Mechanische Pfeffermühlen werden per Hand betätigt, meist durch Drehen des entsprechend ausgebildeten (Dreh-)Kopfes der Mühle oder auch mit Hilfe einer kleinen, in der Regel aus Metall bestehenden Kurbel am Kopf der Mühle. Mittlerweile werden im Handel auch elektromechanische Pfeffermühlen mit einem batteriebetriebenen Motor-Mahlwerk angeboten, das in der Regel mit einem Druckschalter eingeschaltet werden kann. Im Aufbau und auch in der äußeren Form ähneln sie meist mechanischen Pfeffermühlen.
Nicht betrachtet werden hier industrielle Anlagen zum Zermahlen von Pfefferkörnern für den Handel und die Lebensmittelindustrie.

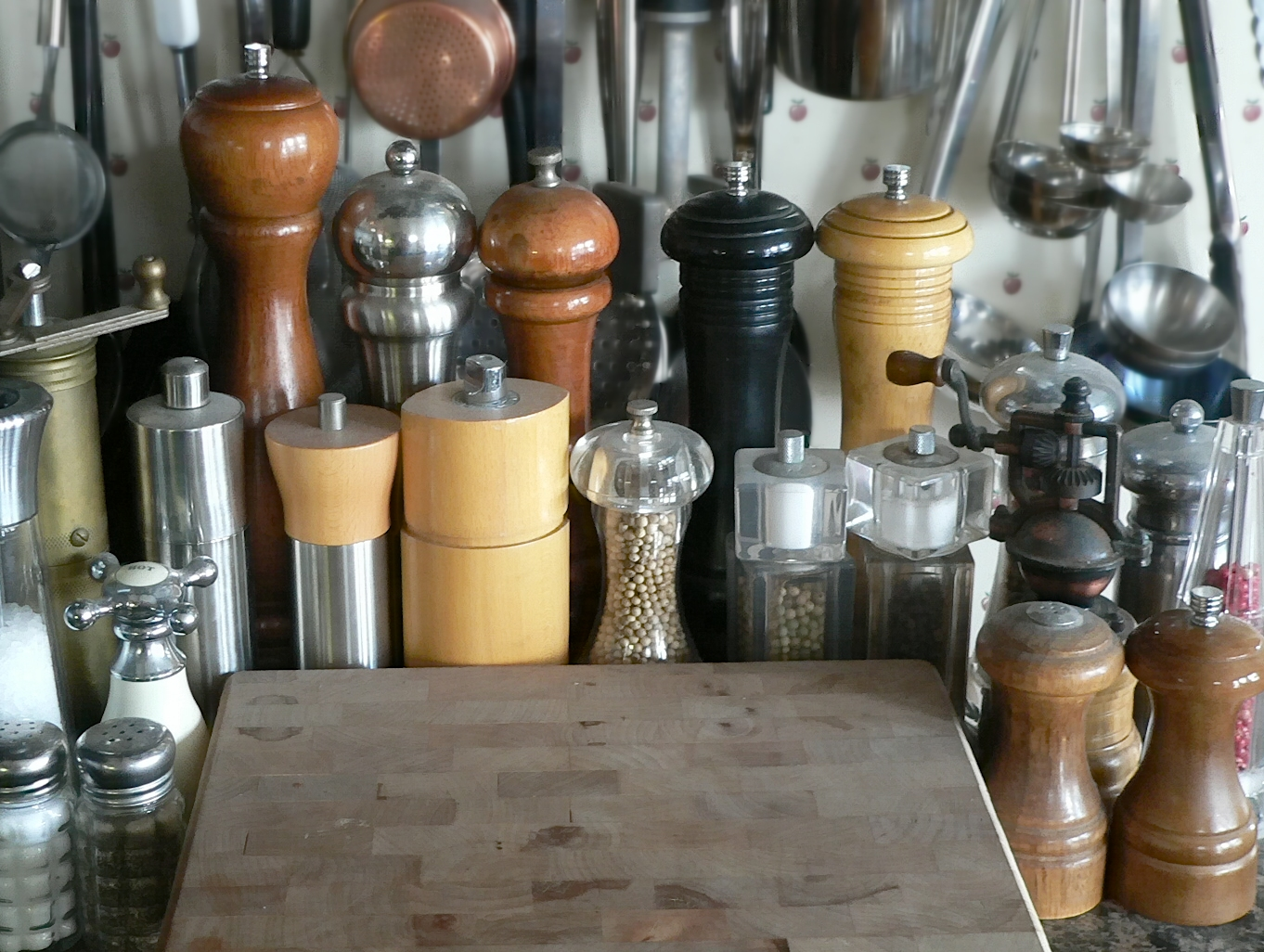
Pfeffermühlen in verschiedenen Ausführungen, teils auch mit Kurbel-Betätigung
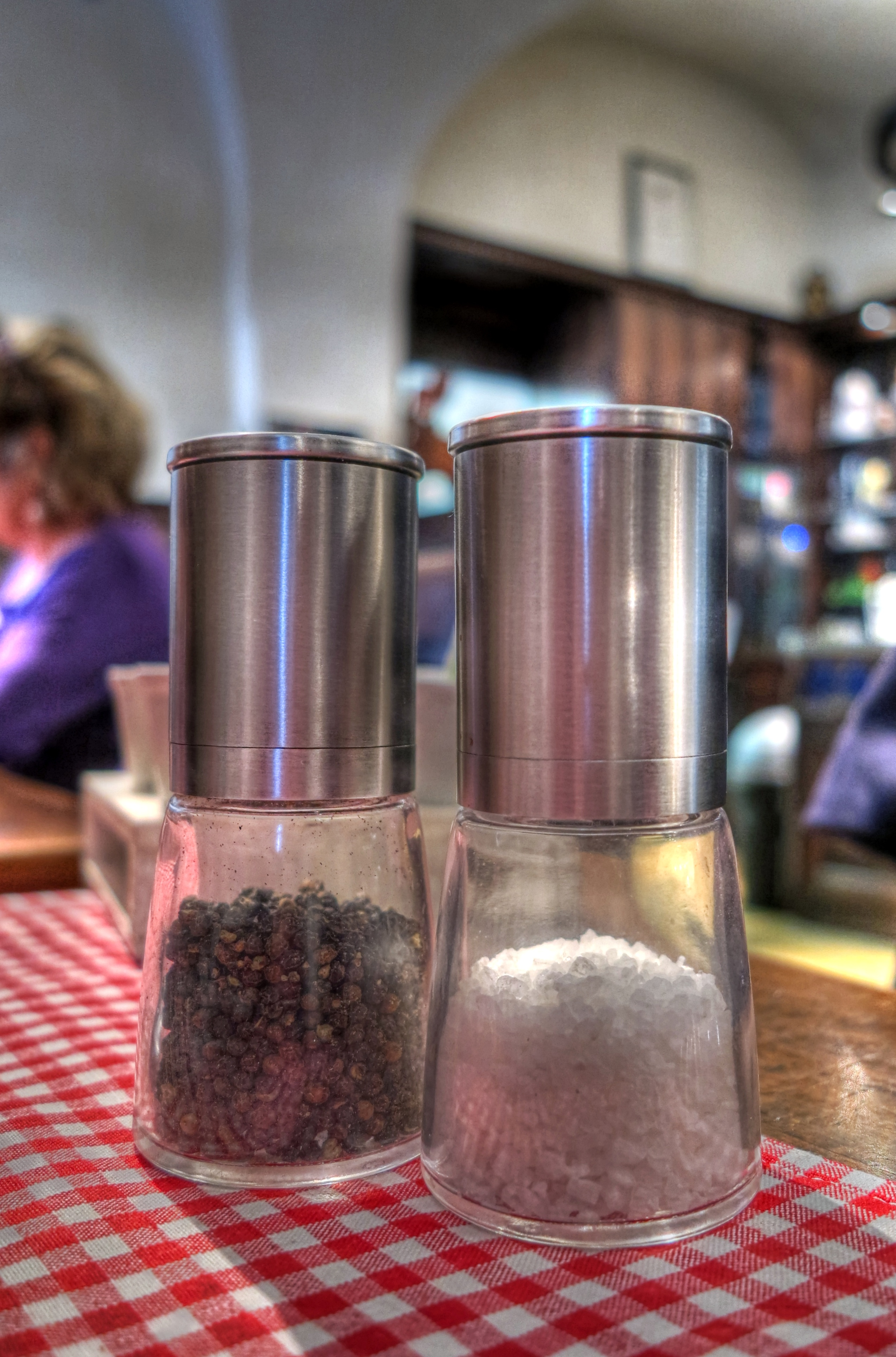
Moderne Pfeffer- und Salzmühle, hier jeweils mit Stahlgehäuse und Füllbehälter aus Acrylkunststoff
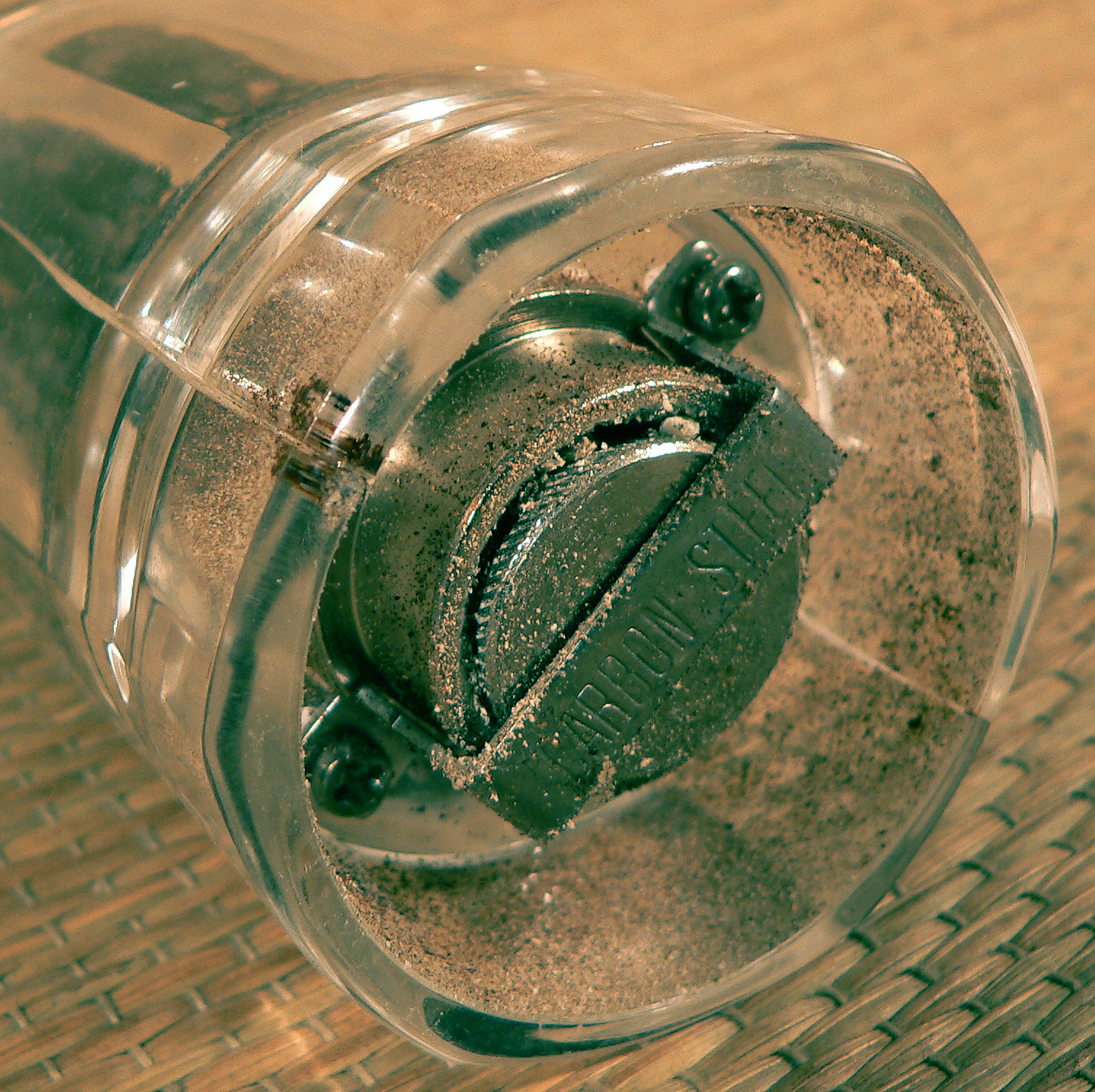
Mahlwerk, hier aus nicht rostfreiem Stahl („Carbon Steel“)
- 3D-Tomogramm einer Einweg-Pfeffermühle (Daten aus einem industriellen Micro-CT)

## Geschichte und Verwendung
Die ersten Pfeffermühlen wurden wahrscheinlich von den Gebrüdern Peugeot im Jahr 1842 hergestellt und ersetzten so Mörser und Pistill.
Ursprünglich reines Küchengerät, sind Pfeffermühlen heute auch in vielen Haushalten und der Gastronomie als Tischaccessoire anzutreffen und sind ein Bestandteil des Tischgedecks.
Nach dem Vorbild von Pfeffermühlen wurden vergleichbare Kräuter- oder Salzmühlen entwickelt.
Teils besteht eine Tradition, dass im Restaurant der Kellner vor dem Gast mit der Pfeffermühle frisch gemahlenen Pfeffer auf das soeben servierte Gericht streut.